# Apple M2
Apple M2 je SoC, systému na čipu, založený na architektuře ARM od americké společnosti Apple. Jedná se o druhou generaci v sérii čipů M, přičemž M2 je vyrobena podobně jako čip M1 5 nm technologií, ale tentokrát vylepšenou, která umožnila vložit do čipu více tranzistorů. Stejně jako M1 obsahuje M2 jak centrální procesorovou jednotku (CPU), tak grafický procesor (GPU), s celkovou podporou v operačním systému macOS, iPadOS, a od konference WWDC 2023, kdy byl oznámen Apple Vision Pro, také ve visionOS.
Čip M2 byl vydán na Worldwide Developers Conference (WWDC) 6. června 2022 spolu s novým MacBookem Air a 13palcovým Pro, které zároveň používají právě čip M2. Základní verze M2 obsahuje 20 miliard tranzistorů, což je o 4 miliardy (o 25 %) více než základní verze M1.
V lednu 2023, konkrétně 17. ledna, byly představeny dvě varianty SoCu M2 – čipset M2 Pro a M2 Max. Ty jmény navazují na předchozí produkty doplňující řadu čipsetů M1. Oba čipsety mají více jader než předchozí (tj. Max má nejvíce) – podobně je to i s propustností a grafickými jádry. M2 Pro obsahuje 40 miliard tranzistorů – dvojnásobek než M2 a o 6 miliard více než M1 Pro, a M2 Max obsahuje 67 miliard tranzistorů, tedy o 10 mld. více než M1 Max.
Další verze, M2 Ultra, byla představena 5. června 2023. Obsahuje 134 miliard tranzistorů, o 20 miliard více než M1 Ultra, 24 jader, podporuje až 192 GB RAM a s šířkou pásma 800 GB/s.
31. října 2023 byla oznámená nová řada – Apple M3.

## Design

### CPU
M2 obsahuje čtyři vysoce výkonnostní jádra „Avalanche“ a čtyři energeticky efektivní jádra „Blizzard“, s tím, že energeticky efektivní jádra používají pouze jednu desetinu výkonu oproti vysoko výkonnostním jádrům. To umožňuje lepší optimalizaci spotřeby v závislosti na používaných programech. M2 Pro obsahuje vysoce výkonnostních jader deset nebo dvanáct s tím, že pokaždé se k nim pojí čtyři energeticky efektivní jádra. M2 Max má 12 jader – 8 vysoce výkonnostních a čtyři energeticky efektivní.
Jádra „Avalanche“ mají 192 kB L1 CPU mezipaměť, 128 kB L1 datovou mezipaměť a sdílenou 16 MB L2 mezipaměť, na rozdíl od 12MB L2 mezipaměti u čipu M1. Energeticky efektivní jádra „Blizzard“ mají 128 kB L1 CPU mezipaměť, 64 kB L1 datovou mezipaměť a sdílenou 4 MB L2 mezipaměť. Čipsety M2 Pro a M2 Max mají totéž, až na L2 cache, která se zdvojnásobuje (tedy 32 MB). Dále obsahují čipsety L3 cache – M2 obsahuje 8 MB, M2 Pro 24 MB a M2 Max 48 MB.

### GPU
Čip M2 obsahuje Applem navržený osmi nebo desetijádrový grafický procesor. Každé jádro GPU je rozděleno do 32 prováděcích jednotek, z nichž každá obsahuje osm aritmetických-logických jednotek (ALU). Celkem M2 má maximální výkon s plovoucí řádovou čárkou 3,6 teraFLOPSu.
Čip M2 Pro obsahuje tentýž grafický procesor, avšak s 16 nebo 19 jádry, s celkovým počtem aritmetických-logických jednotek až 2 432, s celkovým výkonem s plovoucí řádovou čárkou 6,8 teraFLOPSu. SoC M2 Max obsahuje jader 30 nebo 38, s 4 864 ALU a celkovým výkonem s plovoucí řádovou čárkou 13,6 teraFLOPSu. V SoCu M2 Ultra se nachází 60 nebo 76 jader, s 9 728 ALU a 27,2 teraFLOPSu celkového výkonu.

### Paměť
M2 využívá 6 400 MT/s LPDDR5 SDRAM paměť, kterou slouží všem součástem SoCu. SoC čipy i RAM jsou namontovány společně. Má 128bitovou paměťovou sběrnici s šířkou pásma 100 GB/s. K dispozici jsou konfigurace 8 GB, 16 GB a 24 GB operační paměti.
M2 Pro a M2 Max využívají stejnou technologii paměti, přičemž mají ale větší sběrnice a šířky pásem. M2 Pro má paměťovou sběrnici o velikosti 256 bitů, M2 Max 512 bitů, a šířky pásem jsou 200 GB/s pro M2 Pro a 400 GB/s pro M2 Max. Dále má M2 Pro k dispozici 16 GB nebo 32 GB RAM paměti a M2 Max 32, 64 nebo až 96 GB operační paměti a M2 Ultra až s 192 GB RAM a 800GB/s šířkou pásma.

### Další funkce
Prvotní tři verze M2 obsahují neuronovou síť v 16jádrovém Neural Enginu a M2 Ultra v 32jádrovém Neural Enginu, který je schopen provádět 15,8 bilionu operací za sekundu. Mezi další komponenty patří procesor obrazového signálu, řadič úložiště PCIE, řadič USB4 s podporou Thunderbolt 3, u M2 Pro a M2 Max také Thunderbolt 4, a Secure Enclave.
Mezi podporované kodeky patří 8K H.264, 8K H.265 (8/10bit, až 4:4:4), 8K Apple ProRes, VP8, VP9 a JPEG.

## Produkty

### M2
- MacBook Air 13palcový (2022)
- MacBook Air 15palcový (2023)
- MacBook Pro 13palcový (2022)
- iPad Pro (6. generace)
- Vision Pro (2024)

### M2 Pro
- MacBook Pro 14 a 16palcový (leden 2023)
- Mac Mini (2023)

### M2 Max
- MacBook Pro 14 a 16palcový (leden 2023)
- Mac Studio (M2 Max, 2023)

### M2 Ultra
- Mac Pro (2023)
- Mac Studio (M2 Ultra, 2023)

## Varianty
Tabulka znázorňuje varianty M2 SoCu, které používají jádra „Avalanche“ a „Blizzard“.
| Varianta | počet CPU jader | počet GPU jader | GPU ALU (bit) | RAM (GB)     | Počet tranzistorů |
| -------- | --------------- | --------------- | ------------- | ------------ | ----------------- |
| M2       | 8 (4 + 4)       | 8               | 1 280         | 8 / 16 / 24  | 20 miliard        |
| M2       | 8 (4 + 4)       | 10              | 1 280         | 8 / 16 / 24  | 20 miliard        |
| M2 Pro   | 10 (6 + 4)      | 16              | 2 432         | 16 / 32      | 40 miliard        |
| M2 Pro   | 12 (8 + 4)      | 19              | 2 432         | 16 / 32      | 40 miliard        |
| M2 Max   | 12 (8 + 4)      | 30              | 4 864         | 32 / 64 / 96 | 67 miliard        |
| M2 Max   | 12 (8 + 4)      | 38              | 4 864         | 32 / 64 / 96 | 67 miliard        |
| M2 Ultra | 24 (16 + 8)     | 60              | 9 728         | 192          | 134 miliard       |
| M2 Ultra | 24 (16 + 8)     | 76              | 9 728         | 192          | 134 miliard       |